# بروس باغيميل
بروس باغيميل (بالإنجليزية: Bruce Bagemihl)‏ الكاتب الأمريكي الذي درس الحيوانات في الطبيعة لمدة عشرة سنين قبل كتابة كتابه المشهور Animal Homosexuality and Natural Diversity المؤلف من 750 صفحة. والذي يعتبر مصدر علمي موثوق لجميع الباحثين في مجال الحياة الجنسية للأحياء عامة.

## وصلات خارجية
- Article about Bagemihl's work in the german weekly newspaper “Die Zeit” (in german only)